# Richard Lester
Richard Lester (Filadèlfia, Pennsilvània, 19 de gener de 1932) és un director de cinema estatunidenc.

## Biografia
Sobretot actiu en el cinema britànic, ha dirigit dues vegades els Beatles a A Hard Day's Night i Help!. El 1973, posa en escena Els tres mosqueters i la seva continuació The Four Musketeers. El 1976, realitza una continuació de Robin dels Boscos, Robin and Marian, destacant Sean Connery i marcant la tornada d'Audrey Hepburn després de vuit anys d'absència. El 1980, és escollit per acabar el rodatge de Superman II en substitució de Richard Donner, renova aquesta experiència tres anys més tard amb Superman 3. Finalment, el 1989, realitza The Return of the Musketeers que clou la seva saga cinematogràfica. Durant el rodatge, l'actor Roy Kinnear mor a conseqüència d'una caiguda de cavall. Molt afectat per aquesta desaparició, Lester decideix agafar la seva jubilació anticipada.

## Filmografia
Filmografia:

### Director
- 1962: El ratolí a la lluna (The Mouse on the Moon)
- 1964: El knack (The Knack... and How to Get It)
- 1964: A Hard Day's Night
- 1965: Help!
- 1966: Golfus de Roma (A Funny Thing Happened on the Way to the Forum)
- 1967: Com vaig guanyar la guerra (How I Won the War)
- 1968: Petúlia (Petulia)
- 1969: Apartament d'una sola habitació (The Bed Sitting Room)
- 1973: Els tres mosqueters (The Three Musketeers)
- 1974: Els tres mosqueters (The Four Musketeers: Milady's Revenge))
- 1974: L'enigma Juggernaut (Juggernaut)
- 1974: Els quatre mosqueters
- 1975: Royal Flash
- 1976: The Ritz
- 1976: Robin i Marian (Robin and Marian)
- 1979: Cuba
- 1979: Butch and Sundance: the Early Days
- 1980: Superman II
- 1983: Superman 3
- 1984: Finders Keepers
- 1989: El retorn dels mosqueters (The Return of the Musketeers)
- 1991: Get Back

### Actor
- 1970: Overture, de Basil Dearden
- 1995: The Beatles Anthology - vídeo: ell mateix - No surt als crèdits

### Productor
- 1978: Superman - The Movie

## Premis i nominacions

### Premis
- 1965: Palma d'Or per El knack

### Nominacions
- 1965: Os d'Or per El knack
- 1966: BAFTA a la millor pel·lícula per El knack
- 1966: BAFTA a la millor pel·lícula britànica per El knack
- 1969: Os d'Or per The Bed Sitting Room